# Pavel Vošnar
Pavel Vošnar - Bojan, slovenski častnik, četniški komandant, * 28. december 1902, Trst, † 12. oktober 1943, Mozelj.
Po končani Vojaški akademiji v Beogradu (1926) je služboval v raznih krajih Jugoslavije in napredoval v čin topnškega kapetana 1. razreda. Bil je član Sokola, po okupaciji 1941 se je v poleti v  Ljubljani vključil v četniško gibanje in postal član Sokolskega vojnega sveta. Avgusta 1942 je postal komandir čete in posadke Legije smrti v Šentjoštu nad Horjulu, septembra komandant 1. bataljona Legije smrti v Rovtah pri Logatcu, ki se je sam ali skupaj z italijanski vosko bojeval proti partizanom Dolomitskega odreda. Italijanski okupator je Vošnarja 1943 dodelil v urad Prostovoljne protikomunistične milice pri poveljstvu 11. armadnega zbora. Julija 1943 je odšel v četniški odred na Dolenjsko in postal komandant bataljona Centralnega četniškega odreda. Po napadu  Šercerjeve brigade 10. septembra na Grčarice je bil ujet, zaslišan v kočevskem zaporu in 11. oktobra na sodni obravnavi obsojen na smrt ter naslednji dan ustreljen.